# Club Deportivo Chaco Petrolero
El Club Deportivo Chaco Petrolero es un club de fútbol con sede en la ciudad de El Alto, Bolivia. Fue fundado el 15 de abril de 1944. Fue campeón de la Primera División de Bolivia en 1970, siendo uno de los 17 equipos que ha conseguido ser campeón del fútbol en Bolivia. Actualmente juega en la Asociación de Fútbol de La Paz.
En torneos internacionales ha jugado en la Copa Libertadores de América en la ediciones de 1971 y 1972.

## Historia
El club fue fundado el 15 de abril de 1944. Fue campeón nacional boliviano en 1970 y subcampeón en 1971. Participó en la Copa Libertadores de América en 2 oportunidades.
Fundado un 15 de abril de 1944 actualmente juega en la Primera A de la Ciudad de La Paz
Como logros en su palmarés tiene el Título obtenido el año 1970 y el subcampeonato en 1971.
Por lo que le dio el boleto para participar en la Copa Libertadores de América, de 1971 enfrentando a The Strongest, Peñarol y Club Nacional de Football de Uruguay. El único triunfo lo obtuvo ante The Strongest por 3-1, y un empate ante Peñarol por 1-1 en La Paz.
El año siguiente en 1972 participó en la Copa Libertadores con Oriente Petrolero, Barcelona Sporting Club y América de Quito, ambos clubes de Ecuador, el único triunfo lo consiguió ante Oriente Petrolero en la Ciudad de La Paz, por 1-0.

## Uniforme
- Uniforme titular: Camiseta blanca con rayas verticales verdes, pantalón blanco y medias blancas.
- Uniforme alternativo: Camiseta blanca, pantalón verde y medias blancas.

| Titular | Visitante |

## Instalaciones

### Estadio
Anteriormente Chaco Petrolero disputaba sus partidos como local en el Estadio Hernando Siles de la ciudad de La Paz. Actualmente ejerce sus partidos de local en el Complejo Deportivo De Ciudad Satélite que posee una capacidad aproximada para 3 500 espectadores.

## Datos del club
- Puesto en la clasificación histórica de Primera División: 22.º
- Temporadas en Primera División: 11
- Participaciones en Copa Simón Bolívar: 6 (1995, 2001, 2006, 2013-14, 2020, 2023, 2024, 2025).
- Primer partido en torneos internacionales: 1 - 2 vs. The Strongest (14 de febrero de 1971 por la Copa Libertadores 1971).
- Mayores goleadas a favor
  - En torneos internacionales: 3 - 1 vs. The Strongest (28 de marzo de 1971 por la Copa Libertadores 1971).
- Mayores goleadas en contra
  - En torneos internacionales: 0 - 5 vs. Oriente Petrolero (27 de febrero de 1972 por la Copa Libertadores 1972).
- Jugador con más partidos disputados: Rogelio Delfín (132 encuentros).
- Jugador con más goleador: Ramiro Portugal (35 goles).
- Jugador con más goles en torneos internacionales: Ovidio Messa (4 goles).

#### Participaciones internacionales
| Torneo                           | Ediciones   |
| -------------------------------- | ----------- |
| Copa Libertadores de América (2) | 1971, 1972. |

### Chaco Petrolero en competiciones internacionales
| Año  | Competición            | Ronda          | Rival             | Local | Visita |
| ---- | ---------------------- | -------------- | ----------------- | ----- | ------ |
| 1971 | Copa Libertadores 1971 | Fase de grupos | The Strongest     | 1–2   | 3–1    |
| 1971 | Copa Libertadores 1971 | Fase de grupos | Nacional          | 0–1   | 0–3    |
| 1971 | Copa Libertadores 1971 | Fase de grupos | Peñarol           | 1–1   | 0–1    |
| 1972 | Copa Libertadores 1972 | Fase de grupos | Oriente Petrolero | 0–5   | 1–0    |
| 1972 | Copa Libertadores 1972 | Fase de grupos | América de Quito  | 1–2   | 0–1    |
| 1972 | Copa Libertadores 1972 | Fase de grupos | Barcelona         | 1–2   | 0–3    |

## Palmarés

### Torneos nacionales (1)
| Competición nacional            | Títulos | Subcampeonatos |
| ------------------------------- | ------- | -------------- |
| Primera División de Bolivia (1) | 1970.   | 1955, 1971.    |
| Copa Simón Bolívar              |         | 1995.          |

### Torneos regionales (9)
| Competición regional  | Títulos                                               | Subcampeonatos                    |
| --------------------- | ----------------------------------------------------- | --------------------------------- |
| Campeonato Paceño (9) | 1955, 1962, 1981, 1987, 1989, 1990, 1992, 1994, 1995. | 1970, 1980, 1988, 2001, 2006. (5) |

## Jugadores

### Goleadores históricos en competiciones internacionales
| Pos. | Jugador         | Goles |
| ---- | --------------- | ----- |
| 1.º  | Ovidio Messa    | 4     |
| 2.º  | Milton Flores   | 2     |
| 3.º  | Norberto Vargas | 1     |
| 4.º  | Adolfo Flores   | 1     |

## Entrenadores

### Cronología
Los entrenadores interinos aparecen en cursiva.
- Arturo López (1970-1971)
- Freddy Valda (1970-1971)
- Ramiro Blacutt (1984)
- René Molina (1994)
- Wilfredo Camacho (1995)
- René Molina (1995-1996)
- Uber Acosta (1997)
- Sergio Salas (1997)
- René Molina (1998)
- Carlos Ángel López (1998)
- Ramiro Vargas (2013)
- Néstor Orellana (2013)
- René Montaño (2015)
- Luis Alberto Orellana (2019)
- Néstor Orellana (2020)